# Barbara Skarga

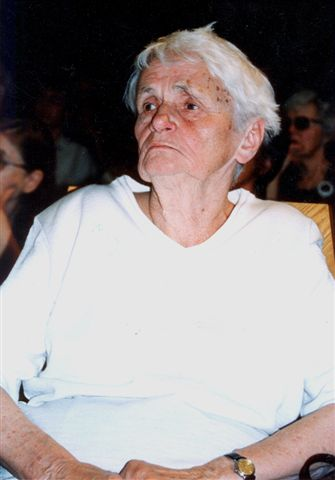
Barbara Skarga, 2000

Barbara Skarga (geboren 25. Oktober 1919 in Warschau; gestorben 18. September 2009 in Poznań) war eine polnische Philosophin.

## Leben
Barbara Skarga wurde 1944 als 25-jährige Philosophiestudentin in Vilnius von der Roten Armee, die das seit 1939 litauische, seit 1940 sowjetische und seit 1941 deutsch besetzte Wilna befreit hatte, festgenommen. Der Vorwurf lautete auf Kollaboration mit den deutschen Besatzern, obwohl sie tatsächlich Mitglied der polnischen Heimatarmee war, einer polnischen Widerstandsgruppe, die gegen die Nationalsozialisten kämpfte. Skargas Verhaftung führte zu einem Jahr Gefängnis, gefolgt von zehn Jahren Haft im sowjetischen Gulag und einem weiteren Jahr Zwangsarbeit in einer sibirischen Kolchose. Erst im Jahr 1956 konnte sie zurück nach Hause, doch nicht nach Vilnius, das nun sowjetisch war, sondern nach Warschau. In Erinnerung an ihre eigenen Erfahrungen und die vieler anderer, die unter dem sowjetischen Regime litten, unterstützte sie Initiativen zur Aufarbeitung dieser Geschichte.

## Wirken
Skarga gilt als bedeutende Philosophin, die sich vor allem mit dem französischen und deutschen Positivismus beschäftigte. Ihre Erfahrungen in den sowjetischen Straflagern und ihre spätere akademische Karriere führten dazu, dass sie erst drei Jahrzehnte nach ihrer Rückkehr ihre Erinnerungen aufschrieb. Ihr Werk Nach der Befreiung dokumentiert ihre eigene Leidensgeschichte und zudem das Schicksal vieler weiterer politischer Gefangener im Gulag. Das Buch wurde nach der politischen Wende in Polen 1989/1990 unter ihrem eigenen Namen ohne Zensur neu aufgelegt und findet bis heute Beachtung. Skarga setzte sich in ihrer Arbeit kritisch mit den sowjetischen Verbrechen auseinander und wurde zu einer wichtigen Stimme in der Auseinandersetzung mit totalitären Regimen. Darüber hinaus fördert eine nach ihr benannte Stiftung den philosophischen Diskurs und veranstaltet jährliche Wettbewerbe, die zu Reflexionen über Kunst und Gesellschaft anregen sollen.

## Schriften (Auswahl)
- Po wyzwoleniu 1944-1956. Paris: Inst. Literacki, 1985
  - Nach der Befreiung. Aufzeichnungen aus dem Gulag 1944–1956. Einleitung Alicja Gescinska. Übersetzung aus dem Niederländischen Bärbel Jänicke. Hoffmann und Campe Verlag, Hamburg 2024. ISBN 978-3-455-01726-7.